# 佛湖
78°3′S 163°46′E / 78.050°S 163.767°E
佛湖（Lake Buddha），是南極洲的湖泊，位於維多利亞地的斯科特海岸，處於喬伊斯冰川南側，由威靈頓維多利亞大學探險隊命名，現時由南極條約體系管理。